# Емилия Трайковска
Емилия Трайковска (на македонска литературна норма: Емилја Трајковска) е юристка и политик от Северна Македония.

## Биография
Родена е на 1 декември 1983 година в град Куманово, тогава в Социалистическа федеративна република Югославия. Завършва право в Юридическия факултет на Скопския университет.
През януари 2020 година става депутат от ВМРО – Демократическа партия за македонско национално единство в Събранието на Република Македония на мястото на станалата заместник-министър Невенка Стаменковска-Стойковски.